# Estación de El Romaní
Romaní(en valenciano y oficialmente El Romaní) es un apeadero ferroviario situado entre la pedanía homónima de Sollana  y el parque natural de La Albufera, en la provincia de Valencia, Comunidad Valenciana. Tiene parada de trenes de la línea C-1 de Cercanías Valencia, sin embargo, en esta estación los trenes entre Valencia y Gandía realizan parada a cada hora, mientras que en el resto de la línea es cada 30 minutos.

## Situación ferroviaria
Se encuentra en el punto kilométrico 6,8 de la línea férrea de ancho ibérico Silla-Gandía, a 2 metros de altitud sobre el nivel del mar.

## Historia
El apeadero encuentra su origen en una línea de ancho métrico entre Silla y Cullera que se inauguró el 19 de agosto de 1878 por parte de la Compañía del Ferrocarril Económico de Silla a Cullera. El recinto inicial se situaba a 200 metros del actual y recibía el nombre de El Ale. En 1923, la línea fue vendida a la compañía Norte, que aprovechó la adquisición para cambiar el ancho de vía y convertir el trazado a ancho ibérico. En 1941, tras la nacionalización de la red ferroviaria de ancho ibérico en España, la estación pasó a ser gestionada por la recién creada RENFE.
Desde el 31 de diciembre de 2004 Adif es la titular de las instalaciones ferroviarias.
Desde septiembre de 2024 se está llevando a cabo una reforma integral del apeadero, la cual dotará al apeadero de andenes realzados de 200 metros de longitud, nuevas marquesinas y un paso superior que sustituirá al ya extinto paso a nivel peatonal. 

## Servicios ferroviarios

### Cercanías
Algunos trenes de cercanías de la línea C-1 se detienen en la estación.
| procedencia/destino | < estación | Línea | estación > | destino/procedencia             |
| ------------------- | ---------- | ----- | ---------- | ------------------------------- |
| Valencia-Norte      | Silla      |       | Sollana    | Gandía / Playa y Grao de Gandía |